# Liel Abada
Liel Abada (Petaj Tikva, 3 de octubre de 2001) es un futbolista israelí que juega en la demarcación de extremo para el Charlotte F. C. de la Major League Soccer.

## Selección nacional
Tras jugar con la selección de fútbol sub-16 de Israel, la sub-17, la sub-18, la sub-19 y la sub-21 finalmente hizo su debut con la selección absoluta el 5 de junio de 2021 en un partido amistoso contra Montenegro. El partido acabó con un resultado de 1-3 a favor del combinado israelí tras el gol de Fatos Bećiraj para Montenegro, y de Eran Zahavi, Manor Solomon y Gadi Kinda para Israel.

### Goles internacionales
| # | Fecha              | Estadio                           | Oponente | Gol | Resultado | Competición                         |
| - | ------------------ | --------------------------------- | -------- | --- | --------- | ----------------------------------- |
| 1 | 2 de junio de 2022 | Estadio Sammy Ofer, Haifa, Israel | Islandia | 1–0 | 2–2       | Liga de Naciones de la UEFA 2022-23 |

## Clubes
| Club                      | País           | Año       | Partidos | Goles |
| ------------------------- | -------------- | --------- | -------- | ----- |
| Maccabi Petah Tikva F. C. | Israel         | 2020-2021 | 79       | 21    |
| Celtic F. C.              | Escocia        | 2021-2024 | 112      | 29    |
| Charlotte F. C.           | Estados Unidos | 2024-     | 45       | 13    |

## Palmarés

### Títulos nacionales
| Título                     | Club         | País    | Año  |
| -------------------------- | ------------ | ------- | ---- |
| Copa de la Liga de Escocia | Celtic F. C. | Escocia | 2022 |
| Scottish Premiership       | Celtic F. C. | Escocia | 2022 |
| Copa de la Liga de Escocia | Celtic F. C. | Escocia | 2023 |
| Scottish Premiership       | Celtic F. C. | Escocia | 2023 |
| Copa de Escocia            | Celtic F. C. | Escocia | 2023 |